# Амачкино (Нижегородская область)
Ама́чкино — деревня в Павловском районе Нижегородской области. Входит в состав Таремского сельсовета.

## Происхождение названия
Деревня названа по фамилии владельца Амачкина — «служилого человека»(Трубе, 1962). Народная этимология выводит название от «ямочек» — многочисленных карстовых провалов в окрестностях деревни, но эта версия ошибочна.

## История
Впервые упоминается в «Нижегородских платежницах» начала XVII века. 

## Население
| 2002 | 2010 |
| ---- | ---- |
| 7    | ↗14  |

## Инфраструктура
Личное подсобное хозяйство с зоной сельскохозяйственного использования, индивидуальная застройка усадебного типа.

## Транспорт
Просёлочные дороги. 